# Service public fédéral Personnel et organisation
Le Service public fédéral personnel et organisation (en abrégé SPF Personnel et Organisation ou SPF P&O est un ancien service public fédéral (SPF) belge qui contribue au bon fonctionnement des agents et des services fédéraux. Ce SPF veille à la mise en place d'un environnement professionnel dans lequel chacun peut progresser et s’occupe entre autres de la formation, du recrutement et des rémunérations. Il fait maintenant partie du SPF stratégie et appui, en tant que direction générale recrutement et développement.

## Selor

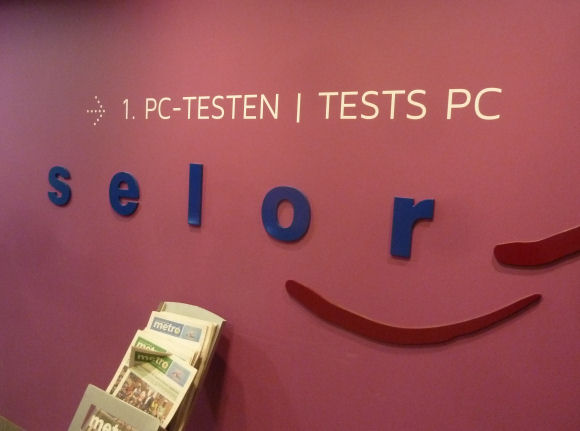
Logo

Selor (nom provenant de SELection et ORientation est un organisme officiel belge dépendant du SPF Personnel et Organisation qui est chargé entre autres du recrutement du personnel de l'État (à tous les niveaux : fédéral, régional, communautaire, communal, ...). Le 1er mars 2023, Selor a changé de nom pour devenir Travaillerpour.be. 

### Brevets linguistiques
Le service linguistique de Selor propose divers examens linguistiques. 
C'est également Selor qui organise les examens de bilinguisme (français, néerlandais, allemand). Les examens linguistiques sont gratuits et organisés à différents niveaux.
Les examens comportent:
- une épreuve informatisée à choix multiple qui mesure la compréhension à l’audition et à la lecture,
- (dans certains cas) une épreuve orale - une présentation et une conversation -
- et (dans certains cas) un test d’expression écrite.

Selor propose un environnement d'auto-évaluation et de préparation en ligne ‘Salto’ pour le test de compréhension à l’audition et compréhension à la lecture.
- Pour les examens de français (en néerlandais ou allemand)
- Pour les examens de néerlandais (en français ou allemand)

Le vocabulaire et la grammaire ne sont plus évalués aux examens, mais il est possible de rafraîchir ses connaissances dans ces domaines grâce à Salto. 